# Siegbert Metelko
Siegbert Metelko (* 1947 im Lavanttal) ist ein österreichischer Pädagoge, Kulturpolitiker (SPÖ), Medienberater, Kunstsammler und Investor. Von 1986 bis 1999 war er Vorsitzender des ORF-Kuratoriums und von 1982 bis 1998 Kulturstadtrat und Vizebürgermeister der Landeshauptstadt Klagenfurt am Wörthersee.

## Biographie
In Metelkos Biographie sind Kultur und Politik eng verknüpft. Von 1984 bis 1985 war er Vorsitzender des Kunstverein Kärnten. Auch die Gründung der Stadtgalerie Klagenfurt im Jahr 1986 geht auf Metelkos Mitwirken als Kulturreferent der Stadt zurück. Einen Höhepunkt in seinem Wirken bildet der Vorsitz im ORF-Kuratorium, welchen er vom 20. Oktober 1986 bis 14. Juli 1999 innehatte. Als Repräsentant des ORF engagierte er sich sehr für den vom Sender gemeinsam mit der Stadt Klagenfurt organisierten Ingeborg-Bachmann-Preis und war 2013 ein Wortführer der Kritik an dessen geplanter Einstellung. In den Jahren 1998 bis 2000 arbeitete Metelko gemeinsam mit dem ehemaligen ORF Kulturchef Wolfgang Lorenz am Projekt eines neuen ORF Kulturkanals.
Parallel mit seinem Wirken beim ORF betätigte Metelko sich weiter in Klagenfurt politisch. Er war Kulturstadtrat und bekleidete in Nachfolge von Michael Ausserwinkler seit 1992 das Amt des Vizebürgermeisters unter Leopold Guggenberger. Bei den Wahlen des Jahres 1997 war er Spitzenkandidat der SPÖ für das Bürgermeisteramt, musste sich jedoch in der Stichwahl gegen den ÖVP-Kandidaten Harald Scheucher klar geschlagen geben. Metelko bekleidete das Amt des Vizebürgermeisters noch ein weiteres Jahr, zog sich dann jedoch aus der Politik zurück. Sein Nachfolger als Vizebürgermeister wurde Ewald Wiedenbauer. Der Rückzug des engagierten und kenntnisreichen Kulturpolitikers Metelko wurde in den folgenden, von Jörg Haiders „Eventkultur“ geprägten Jahren als Verlust betrachtet. Die Errichtung der Stadtgalerie in Klagenfurt, die Erhaltung und Sanierung des Napoleonstadls sowie der Ankauf eines Künstlerateliers in Paris und im Šmartno (im slowenischen Collio) waren einige wichtige Projekte von Metelko als Kulturstadtrat in Klagenfurt.
Metelko ist ein großer Verehrer des Künstlers Zoran Mušič, mit dem ihn eine langjährige persönliche Freundschaft verband. 1990 organisierte er eine Wanderausstellung mit dessen Werken im Alpen-Adria-Raum und 1992 eine große Retrospektive in der Albertina. 1995 organisierte Metelko gemeinsam mit dem Direktor der Albertina, Prof. K. Oberhuber, in Zusammenarbeit mit der Galerie Jan Krugier in Genf und der Galerie Contini in Venedig, die große Zoran Music Retrospektive im Grand Palais in Paris. 2008 publizierte er gemeinsam mit der Schweizer Journalistin Charlotte Hug eine umfangreiche Monografie über Zoran Music. 2020 organisierte Metelko in Klagenfurt die bis dahin größte Präsentation von Werken des 2005 verstorbenen Künstlers. Daneben betreibt er einen Kunsthandel namens Com Arte und die Immobilien-Investmentfirna MASILO Immobilien. Anfang der 2010er Jahre tauchte Metelkos Name mehrmals im Zusammenhang mit in den Skandal um die Hypo Alpe Adria-Bank involvierten Personen auf.

## Publikationen
- Kulturreferat der Stadt Klagenfurt ; Kunstsammlung Alpen-Adria: Zeichnungen, Aquarelle, Gouachen : 1945–1990, Klagenfurt: Kärntner Druck- und Verl.-Ges. 1990
- Siegbert Metelko & Charlotte Hug: Zoran Music, gebundene Ausgabe aus dem Jahr 2009. Kunstband mit vielen Illustrationen. ISBN 3-901758-05-4. Verlag: Galerie Magnet
- Siegbert Metelko & Wilfried Magnet: Zoran Music – Faszination der Malerei. Völkermarkt, Galerie Magnet, 2019, ISBN 978-3-901758-32-4.
- Siegbert Metelko & Wilfried Magnet: Zoran Music – Nachklang der großen Ausstellung „Faszination der Malerei“. Völkermarkt, Galerie Magnet, 2020, ISBN 978-3-901758-05-8.
- Music "Wir sind nicht die Letzten", Zeichnungen, Radierungen, Lithographien. Texte: Bernd Krimmel, Siegbert Metelko. Fotos: Ferdinand Neumüller, Kärntner Druck- und Verlagsgesellschaft m.b.H., ISBN 3-85391-109-9.